# Glacier Hayden
Le glacier Hayden (en anglais : Hayden Glacier) se trouve dans l'État de l'Oregon, aux États-Unis. Le glacier est situé dans la chaîne des Cascades, au nord-est du volcan Middle Sister et au sud du North Sister à une altitude comprise entre 2 400 et 2 700 mètres.